# Ligne U4 du métro de Munich
La ligne U4 du métro de Munich, est une ligne longue de 9,3 kilomètres, dont 6,3 kilomètres de section commune avec la ligne U5, du métro de Munich.

## Histoire
À l'origine il était prévu une section commune U5/U9. C'est finalement la dénomination U4/U5 qui est utilisée lors de l'ouverture à l'exploitation du premier tronçon de Westendstraße à Karlsplatz le 10 mars 1984. Le tronçon suivant de Karlsplatz à Odeonsplatz est mis en service le 1er mars 1986 et la dernière section, comprenant un tronçon commun U4/U5 d'Odeonsplatz  à Max-Weber-Platz et l'extrémité est de la ligne U4 entre la station de bifurcation Max-Weber-Platz et le terminus Arabellapark, est ouverte le 27 octobre 1988.
La station Messegelände est renommée Schwanthalerhöhe en 1988. 

## Caractéristiques

### Liste des stations
|  |   |  | Station                | Secteur                      | Correspondances                                                                                    |
|  | - |  | ---------------------- | ---------------------------- | -------------------------------------------------------------------------------------------------- |
|  | ■ |  | Westendstraße          | Laim                         | (U5)                                                                                               |
|  | • |  | Heimeranplatz          | Schwanthalerhöhe             | , S-Bahn de Munich (S7 et S20) via la gare de Munich-Heimeranplatz.                                |
|  | • |  | Schwanthalerhöhe       | Schwanthalerhöhe             | (U5)                                                                                               |
|  | • |  | Theresienwiese         | Ludwigsvorstadt-Isarvorstadt | (U5)                                                                                               |
|  | ■ |  | Munich-Hauptbahnhof    | Ludwigsvorstadt-Isarvorstadt | , , trains, grandes lignes, moyennes distances et banlieue (S-Bahn) via la gare centrale de Munich |
|  | ■ |  | Karlsplatz (Stachus)   |                              | , S-Bahn de Munich via la gare de Munich-Karlsplatz                                                |
|  | ■ |  | Odeonsplatz            |                              | ,                                                                                                  |
|  | • |  | Lehel                  | Altstadt-Lehel               | (U5)                                                                                               |
|  | • |  | Max-Weber-Platz        | Au-Haidhausen                | (U5)                                                                                               |
|  | • |  | Prinzregentenplatz     | Bogenhausen                  | |
|  | • |  | Böhmerwaldplatz        | Bogenhausen                  | |
|  | • |  | Richard-Strauss-Straße | Bogenhausen                  | |
|  | ■ |  | Arabellapark           | Bogenhausen                  | |

## Projets
Un projet à long terme prévoit un prolongement, au nord est, long de 1,9 km, de la station Arabellapark à la gare d'Englschalking du réseau S-Bahn.